# Либа Богдан Васильович
Богдан Васильович Либа (23 березня 1970, Львів, Львівська область) — український музикант, композитор, радіоведучий, диктор, актор. 
Народився у Львові 23 березня 1970 року. Батько - педагог, мати - медик, молодший брат - хірург, живе і працює у Німеччині.
На сцені - з дитсадка. Біля мікрофону - практично з немовляти, адже родина Богдана мешкала на вулиці Князя Романа, практично двері-в-двері із Львівським обласним радіо. То ж уперше голос Богдана Либи [Архівовано 20 лютого 2019 у Wayback Machine.] з’явився на плівці, коли той ще заледве умів говорити. 
У 70-х сім’я зі Львова переїжджає у молоде, романтичне місто Новояворівськ. Богдан навчається в музичній школі по класу фортепіано. Його перша вчителька - Таривердієва Ельвіра Мурадівна. Окрім цього Богдан опановує кларнет, саксофон та ударні інструменти. 
Домашня колекція платівок класичної, джазової та фольклорної музики, а згодом і польське радіо та телебачення остаточно формують музичний смак Богдана Либи. До слова, у Новояворівській музичній школі, де у той час працювали батько Богдана, Василь Денисович та мати Андрія Кузьменка, Ольга Михайлівна, Богдан знайомиться із Кузьмою. Між ними зав’язується тісна дружба та спільні музикування, що тривають аж до 90-х. 
У 80-х Богдан - активний учасник легендарної «Студії Sпати», де збирались Ростик Домішевський, Роман Брама, Мирослав Либа (брат), Славік Пономарьов, Саня Скрябін та інші. Тут зароджується гурт "Скрябін". Маловідомим є той факт, що ім’я "Скрябін" дав групі саме тодішній її клавішник Богдан Либа. Також за сприяння і завдяки зв'язкам Богдана були відзняті і показані на Львівському телебаченні перші кольорові кліпи "Скрябіна". 
Після служби в армії, у 1991 році, Богдан вступає до Львівського Державного університету на факультет журналістики. Саме тоді у нього з’являється нове “старе” захоплення - радіо. Уже на першому курсі Богдана Либу вирізнив з-поміж інших студентів славетний львівський диктор Георгій Щербина і “напророчив” йому ремесло диктора, з яким Богдан не розстається і донині.